# 海吉哈特毛罗茨
海吉哈特毛罗茨，是匈牙利巴兰尼亚州所辖的一个村。总面积7.59平方公里，总人口137，人口密度18.1人/平方公里（2011年1月1日）。